# Faustin Wirkus
Faustin Edmond Wirkus (Pittston, Pensilvânia, Estados Unidos, 26 de novembro de 1896 – Brooklyn, Nova Iorque, Estados Unidos, 8 de outubro de 1945) foi um militar americano e consideradamente rei do Haiti, "reinando" apenas na ilha de La Gonâve.

## Biografia
De ascendência polaca e prussiana, nasceu nos Estados Unidos, no estado da Pensilvânia em Prisston. Ele serviu como cebo e sargento durante a ocupação americana no Haiti, ocorrido durante e um pouco depois da Primeira Guerra Mundial. Em 1922 houve a retirada dos americanos do Haiti, porém algumas ilhas permaneceram ocupadas por alguns anos a mais, como foi o exemplo da La Gonâve. Desta última o sargento se tornou o comandante-chefe do exercito americano na ilha.
Em 1925 ele teria salvo de um acidente uma senhora, que mais tarde se revelou a rainha Timemenne. Por este ato foi considerado um herói na ilha, cuja maioria era descendente dos antigos congoleses e se organizavam em 12 comunidades lideradas por uma rainha na ilha. Timemenne era a rainha líder de todas e por isso e também pelo fato de ter o mesmo nome do último imperador haitiano Faustino I, ele foi declarado com reencarnação do mesmo. Ele foi considerado rei do Haiti em uma cerimônia voodu e se tornou líder dos nativos da ilha.
Apesar de ter o título, o "rei" nunca levou a sério a afirmação, sempre agindo de acordo com as ordens do governo americano, tendo o título de rei apenas uma formalidade e uma forma de ser chamado. Wirkus serviu por mais três anos ao lado de Timemenne, até que em 1929 foi ordenado a ele que voltasse para os Estados Unidos. Sua festa de despedida teve a participação de autoridades tradicionais e políticas da ilha, além de sacerdotes voodu.
Ele nunca retornou ao Haiti, apesar de ter ter saudades do povo. Durante seus últimos anos acumulando títulos na Marinha e na Aeronáutica americana, sendo também lembrado pelos americanos pelo seu incomum papel em La Gonâve. Morreu em 1945, com apenas 48 anos de idade.
Após sua morte foram publicados livros sobre sua história, tornando-se assim uma figura muito lembrada com carinho pelo povo de La Gonâve.